# Reidun Gunnarson
Reidun Gunnarson est une ancienne handballeuse internationale norvégienne.
Avec l'équipe de Norvège, elle participe au championnat du monde 1990. 

## Palmarès

### Sélection nationale
championnat du monde 
- 6e place du championnat du monde 1990